# نهر فاوي

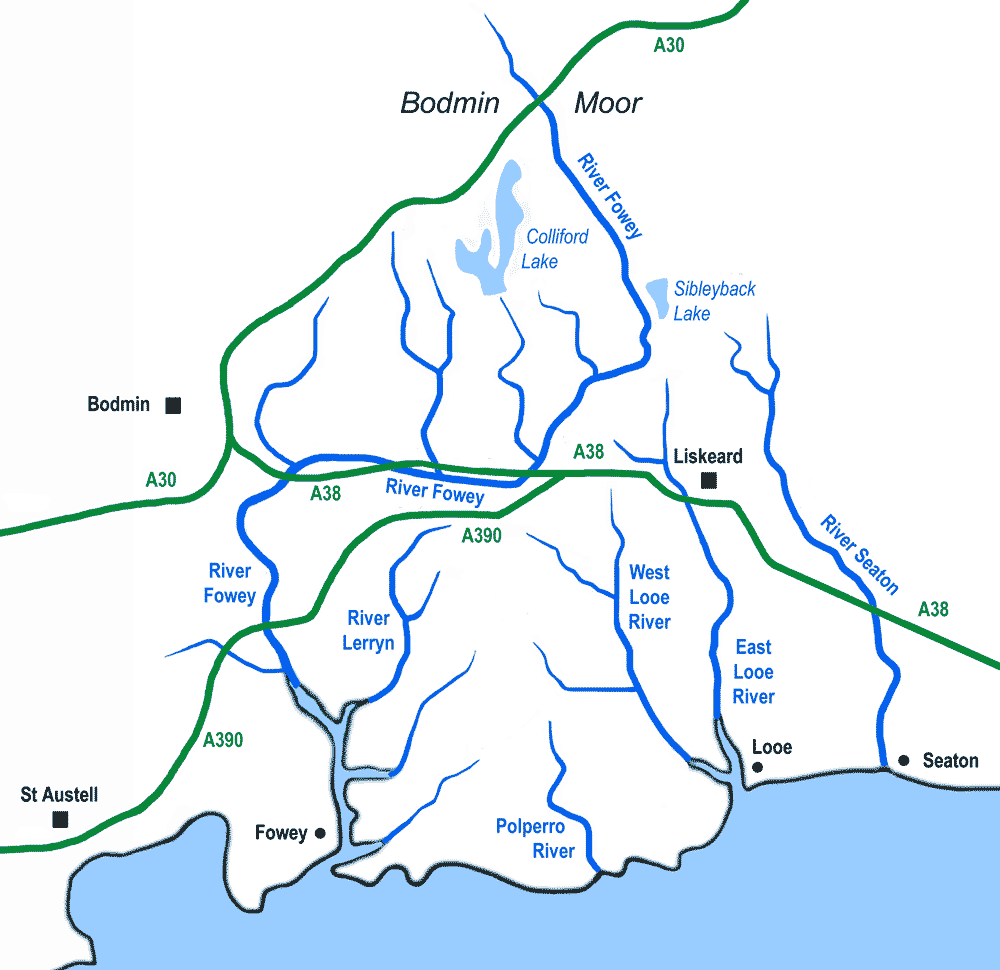
حوض نهر فاوي

نهر فاوي هو أحد أنهار إنجلترا، ويمر في مقاطعة كورنوال. يمر النهر من حوالي ميل واحد إلى الشمال الغربي من ويلي براون في بودمين مور، ويمر أحد روافده قرب حوض كوليفورد وبحيرة دوزماري Dozmary Lake. ويجري النهر بمحاذاة بيت لانهايدروك Lanhydrock House وقلعة رستورمل Restormel ولوستويزيل Lostwithiel. ثم يعرض النهر في ميلتاون Milltown قبل أن يصب في القناة الإنكليزية في منطقة فاوي Fowey .